# Аугусто Бруно да Сілва
Аугусто Бруно Да Сільва або просто Аугусто (порт.-браз. Augusto Bruno da Silva, нар. 22 лютого 1992, Сан-Паулу, Бразилія) — бразильський футболіст, атакувальний півзахисник клубу «Львів».

## Життєпис
Народився в Сан-Паулу. Вихованець молодіжної академії клубу «Можи-дас-Крузіс», в якій займався з 2009 по 2012 рік. Виступав у регіональних чемпіонатах у бразильських клубах «Прімейра Каміса», «Ріу Негру», «Кампу Моран», «Атлетіко Можи», «Леменсе», «Гуаратінгета», «Ітапіренсе» та «Умайта». У складі «Гуаратінгети» зіграв 8 матчів у бразильській Серії C (третій дивізіон бразильського чемпіонату).
У середнині липня 2018 року перейшов до новачка УПЛ, ФК «Львів». Дебютував у складі «городян» 22 липня 2018 року в переможному (2:0) виїзному поєдинку 1-о туру УПЛ проти київського «Арсеналу». Аугусто вийшов на поле в стартовому складі, а на 90+3-й хвилині його замінив Мартан.